# Rifugio Cesare Ponti
Il rifugio Cesare Ponti è un rifugio situato nella frazione di Filorera nel comune di Valmasino (SO), in Valtellina, a 2.559 m s.l.m..

## Storia
Nel 1881 il conte Francesco Lurani Cernuschi fece costruire, nei pressi dell'attuale edificio, il primo rifugio della Valmasino, la Capanna Disgrazia. Successivamente, nel 1883, venne donata al CAI di Milano. La piccola costruzione si rivelò presto insufficiente come base d'appoggio per le ascensioni al Disgrazia, per cui nel 1890 ne venne edificata un'altra a cui fu dato il nome di Capanna Cecilia, in onore del conte Lurani. L'attuale rifugio fu costruito nel 1928 e riammodernato nel 1999.

## Caratteristiche e informazioni

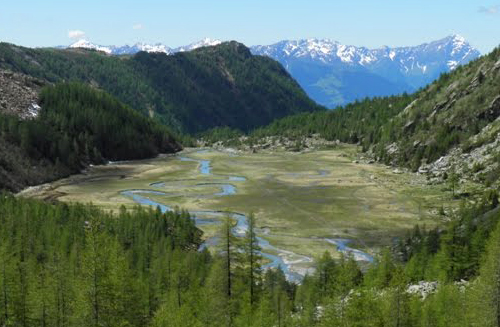
La valle di Predarossa

Il rifugio è di proprietà del CAI di Milano. È dotato di 60 posti letto più 6 nell'annesso locale invernale, ed è aperto da metà giugno a fine settembre, mentre dal primo maggio solo su richiesta. Il Ponti è situato a 2559 m e gode di una fantastica vista sui Corni Bruciati, sul Disgrazia e sulla bassa Valtellina. Inoltre rappresenta la tappa finale o iniziale del sentiero Roma.

## Accessi
Partendo da Filorera, si sale in auto fino a quota 2000 m, poi lungo la vallata del piano di Preda Rossa, simile ad un altopiano tibetano, quindi si attraversa un vallone morenico ricco di suggestioni che esplodono in una gioiosa emozione quando appare la maestosa cima del Disgrazia che con i suoi 3678 m si innalza verso il cielo azzurro.

## Ascensioni
- Monte Disgrazia (3.678 m)
- Monte Pioda
- Corni Bruciati (3.097 m)
- Punta della Remoluzza

## Traversate
Il rifugio rappresenta la tappa finale o iniziale del sentiero Roma, che parte dalla val Codera o dalla val Masino.